# Chamoli
Chamoli är ett distrikt i den indiska delstaten Uttarakhand. Den administrativa huvudorten är staden Chamoli Gopeshwar. Distriktets befolkning uppgick till cirka 370 000 invånare vid folkräkningen 2001. Chamoli gränsar i norr till Tibet i Kina. 

## Administrativ indelning
Distriktet är indelat i sex tehsil, en kommunliknande administrativ enhet:
- Chamoli
- Gair Sain
- Joshimath
- Karnaprayag
- Pokhari
- Tharali

## Urbanisering
Distriktets urbaniseringsgrad uppgick till 13,69 % vid folkräkningen 2001. Den största staden är huvudorten Chamoli Gopeshwar. Ytterligare fem samhällen har urban status:
- Badrinathpuri, Gochar, Joshimath, Karnaprayag, Nandprayag